# 數字拳
數字拳，又稱「五、十、十五、二十」，簡稱「五、十、十五」、又稱「十五、二十」，是一種民間的猜拳遊戲，源於「酒拳」，通常在喝酒時玩。

## 規則
這個遊戲通常是兩個人玩，每個人可出「零」（雙手握拳）、「五」（伸出一手手掌，另手握拳）、「十」（雙手打開），由一人喊口號，口號共有：「對」、「五」、「十」、「十五」。如該人的口號，恰好是兩人所出的手指總合，即為勝。  香港版本「零」通稱「收哂」、而「二十」通稱「開哂」。
例如：我出5隻手指，喊「十五」，對方恰好出10，因為5隻手指加10隻手指是15，所以我勝。（直接獲勝，或者再喊一次口號。）
例如：我出10隻手指，喊「二十」，對方出5，因為10隻手指加5隻手指是15，所以我未能勝，要由對方喊口號。
為了增加遊戲的刺激性，大多數地區的規則是必須連續兩次猜中，才算贏得一局。

## 特殊規定
如同酒拳，有「臭拳」（「黑拳」）的規定。比如自己出了5隻手指，卻喊「零」或「二十」；或者自己喊「十五」，卻不出手指，等於自己害自己輸，這樣就必須被處罰。